# Вейэрсайм
Вейэрсайм (фр. Weyersheim) — коммуна на северо-востоке Франции в регионе Гранд-Эст (бывший Эльзас — Шампань — Арденны — Лотарингия), департамент Нижний Рейн, округ Агно-Висамбур, кантон Брюмат.
Площадь коммуны — 18,89 км², население — 3098 человек (2006) с тенденцией к росту: 3336 человек (2013), плотность населения — 176,6 чел/км².

## Население
Население коммуны в 2011 году составляло 3371 человек, в 2012 году — 3353 человека, а в 2013-м — 3336 человек.
| 1962 | 1968 | 1975 | 1982 | 1990 | 1999 | 2006 | 2008 | 2011 | 2012 | 2013 |
| ---- | ---- | ---- | ---- | ---- | ---- | ---- | ---- | ---- | ---- | ---- |
| 2275 | 2456 | 2612 | 2758 | 2817 | 2993 | 3098 | 3266 | 3371 | 3353 | 3336 |

Динамика населения:

## Экономика
В 2010 году из 2213 человек трудоспособного возраста (от 15 до 64 лет) 1697 были экономически активными, 516 — неактивными (показатель активности 76,7 %, в 1999 году — 74,5 %). Из 1697 активных трудоспособных жителей работали 1597 человек (857 мужчин и 740 женщин), 100 числились безработными (44 мужчины и 56 женщин). Среди 516 трудоспособных неактивных граждан 156 были учениками либо студентами, 236 — пенсионерами, а ещё 124 — были неактивны в силу других причин.

## Достопримечательности (фотогалерея)

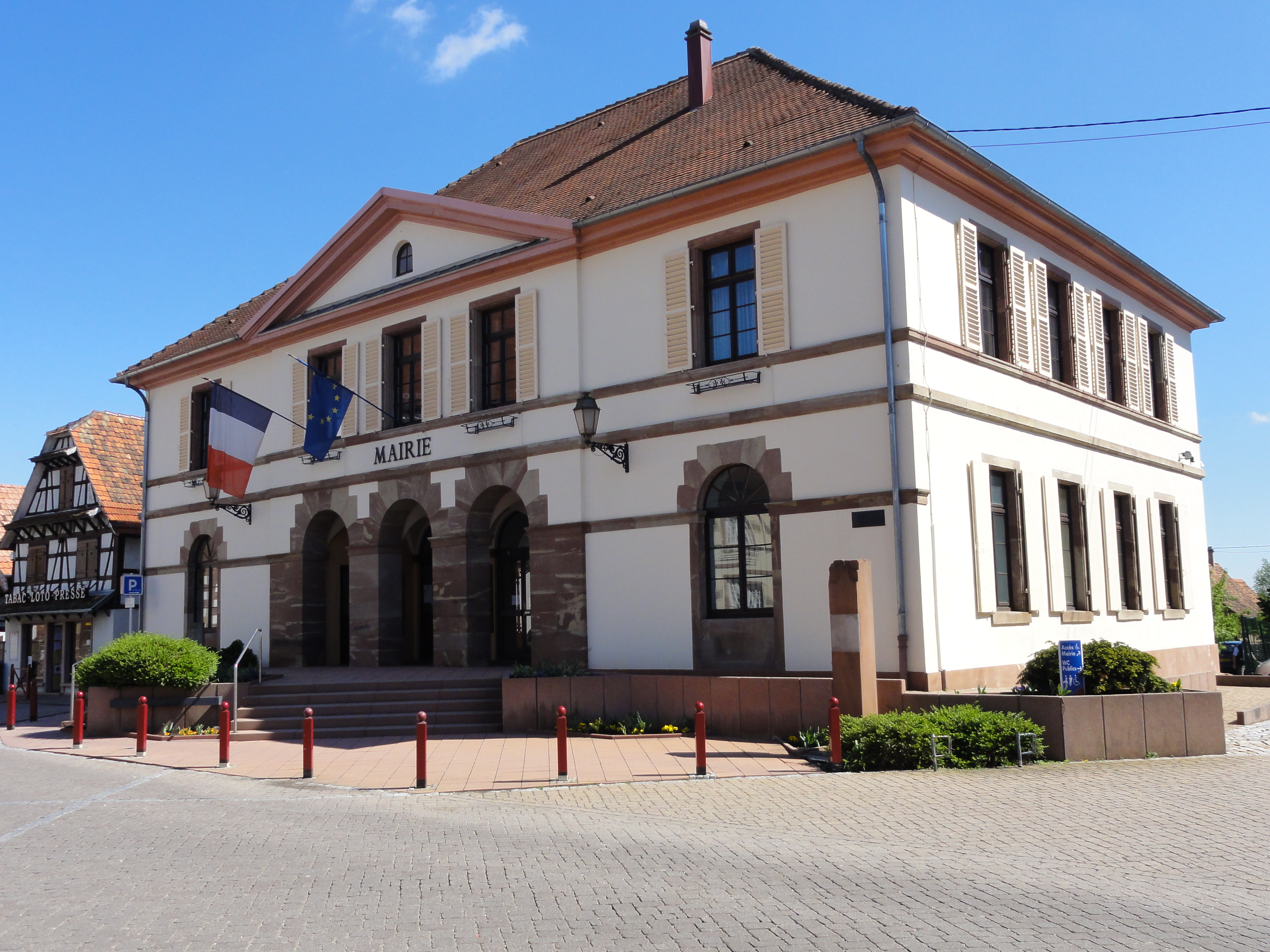
Здание мэрии
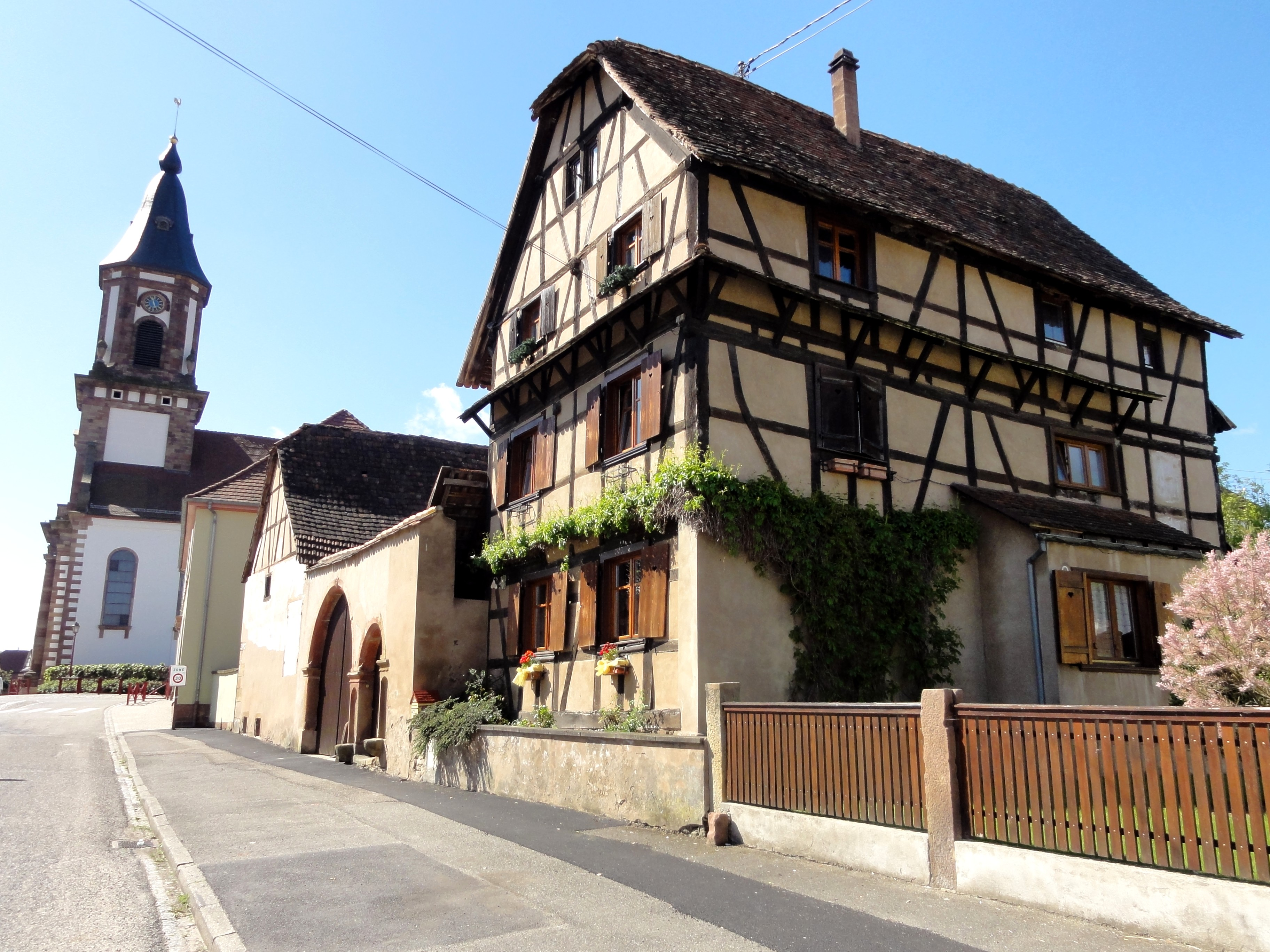
Дом на улице Десятинной
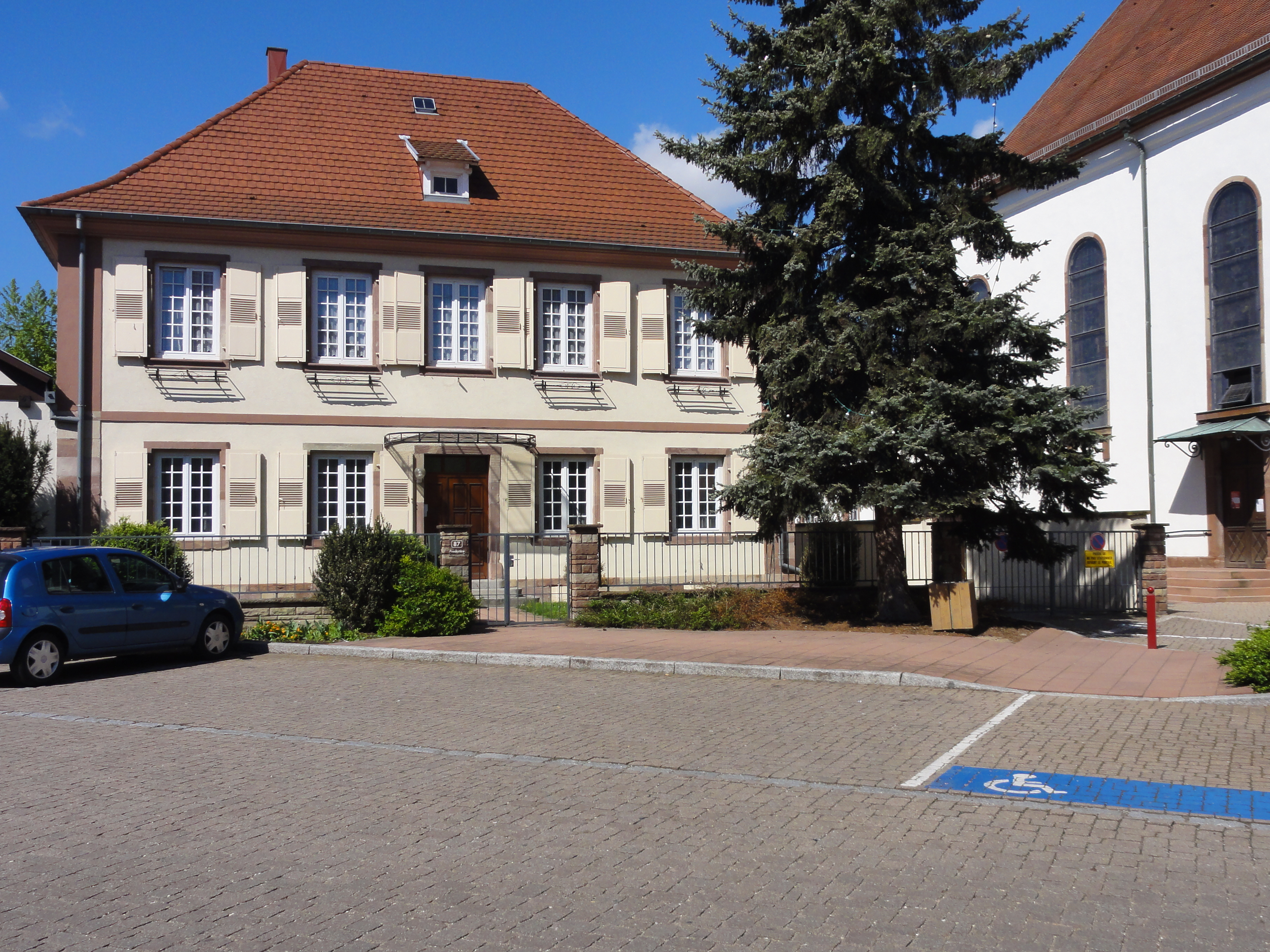
Дом приходского священника
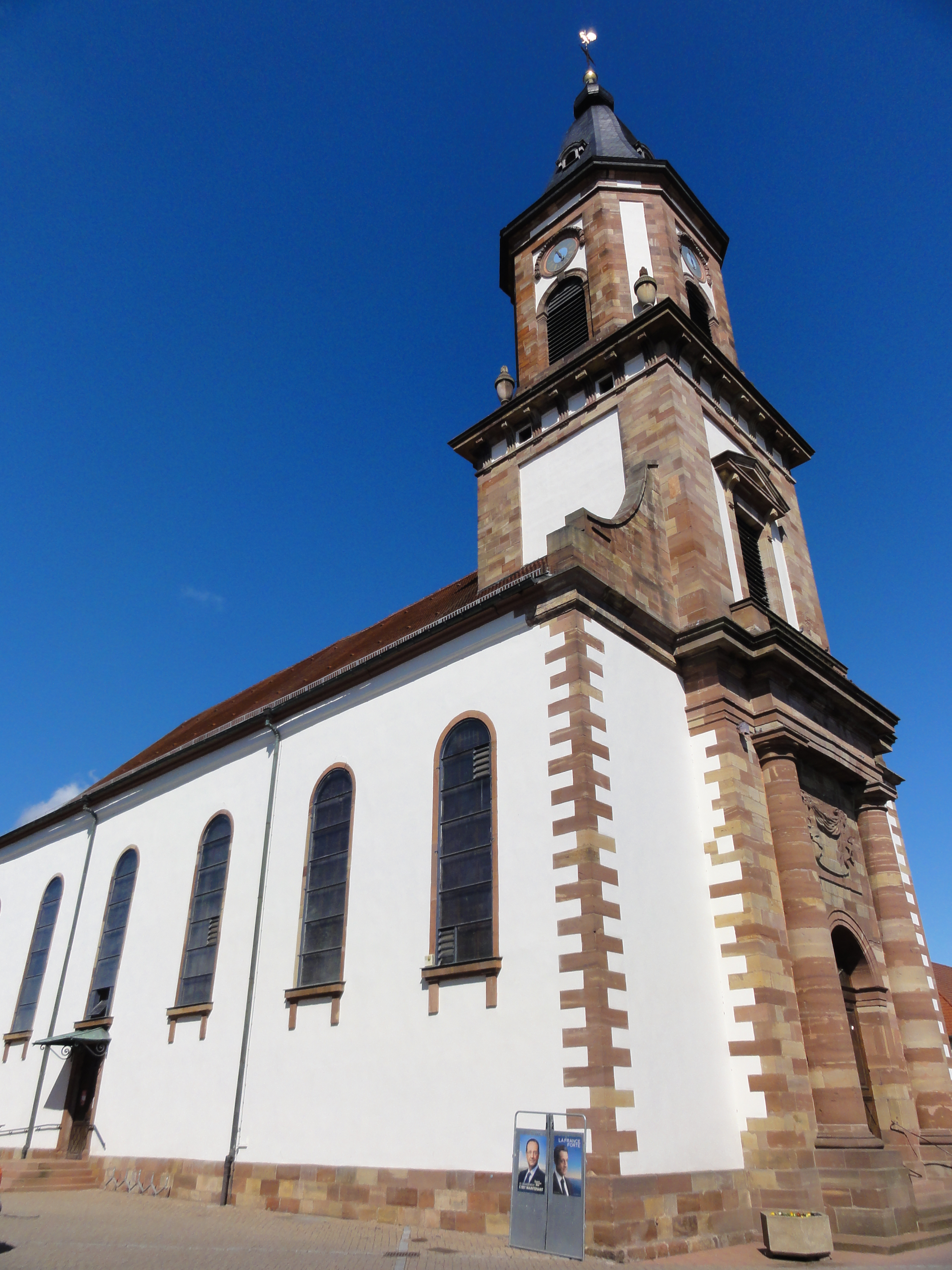
Церковь Сен-Мишель
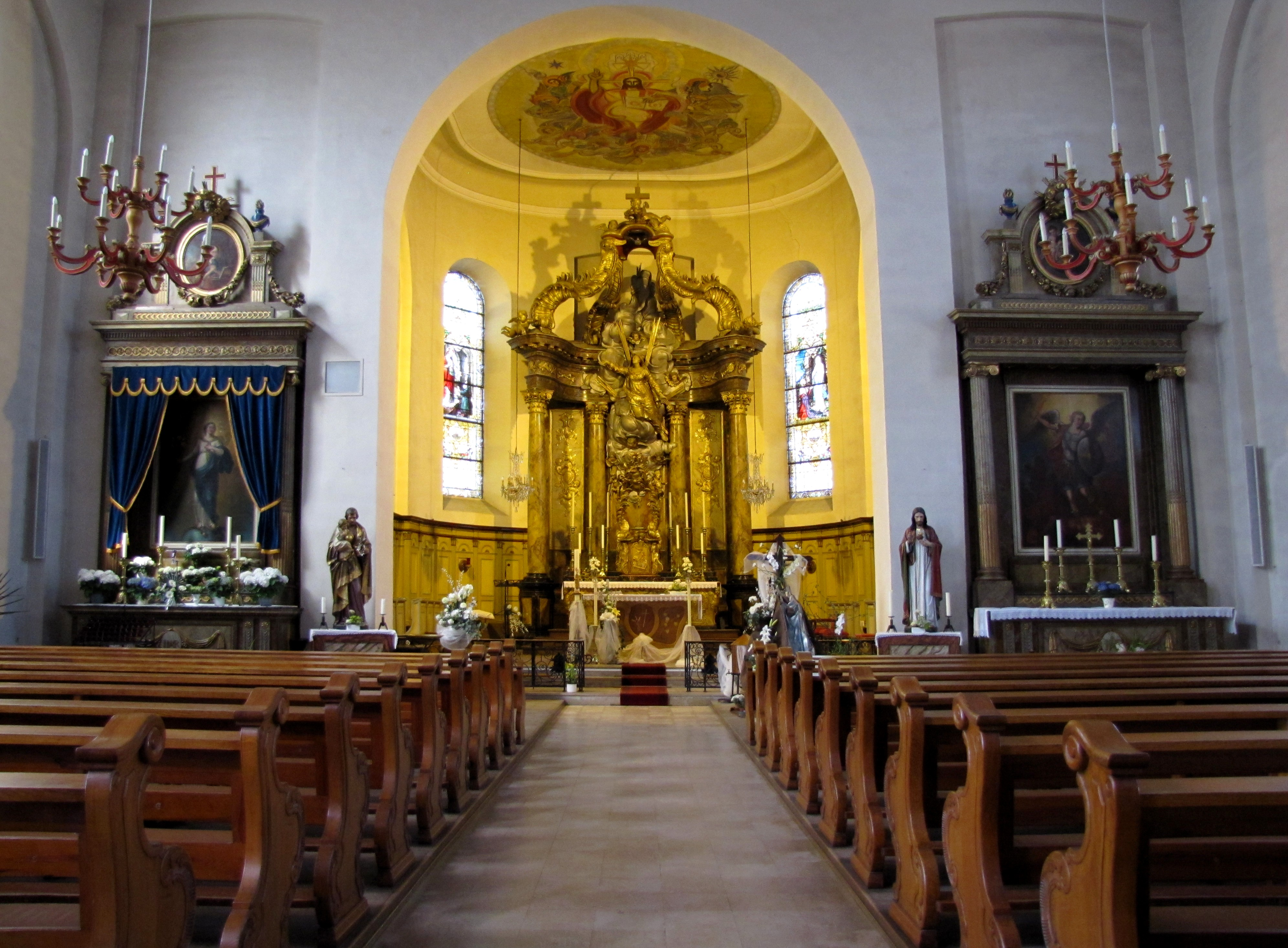
Интерьер, вид на алтарь
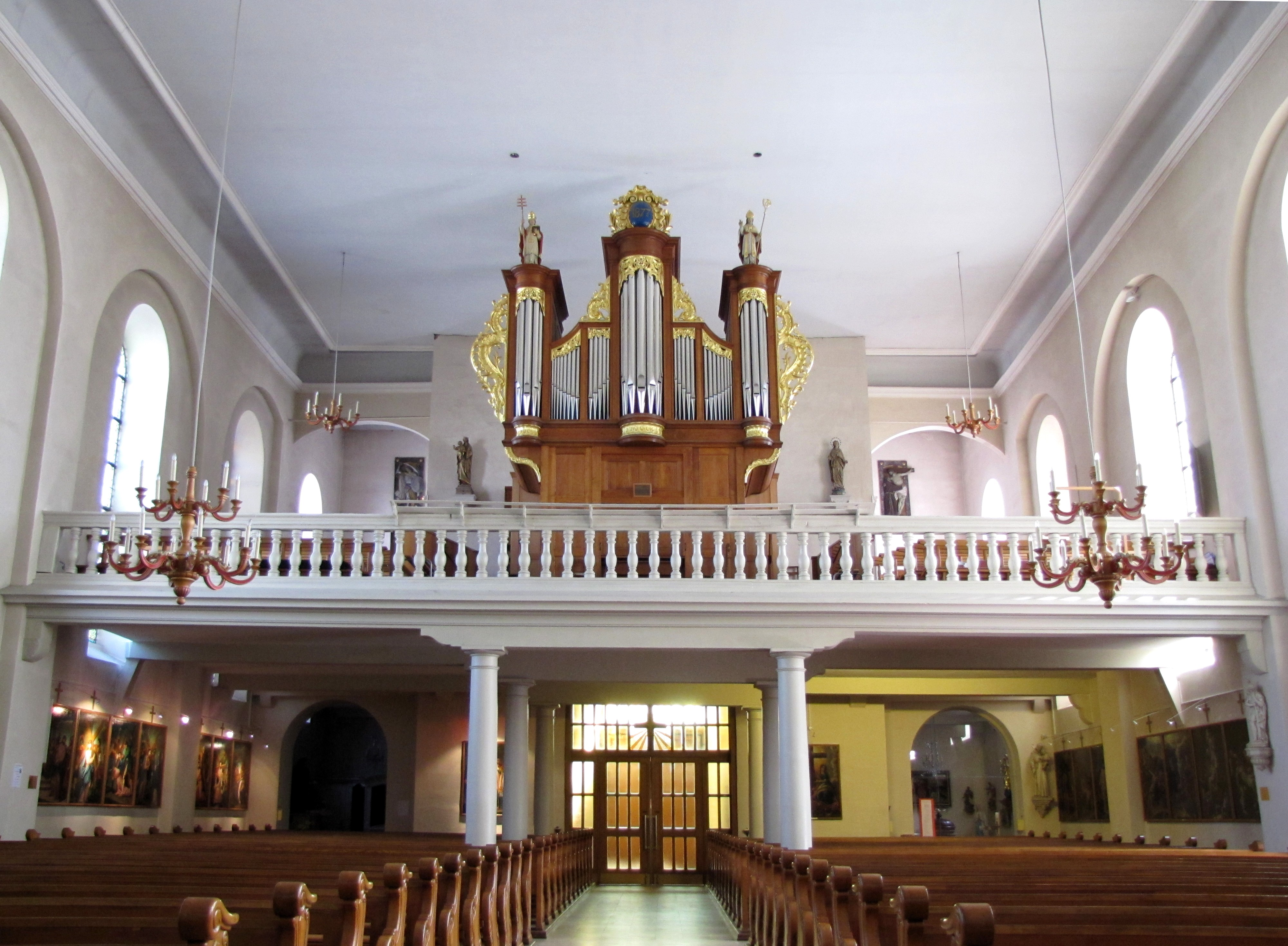
Интерьер, вид на орган
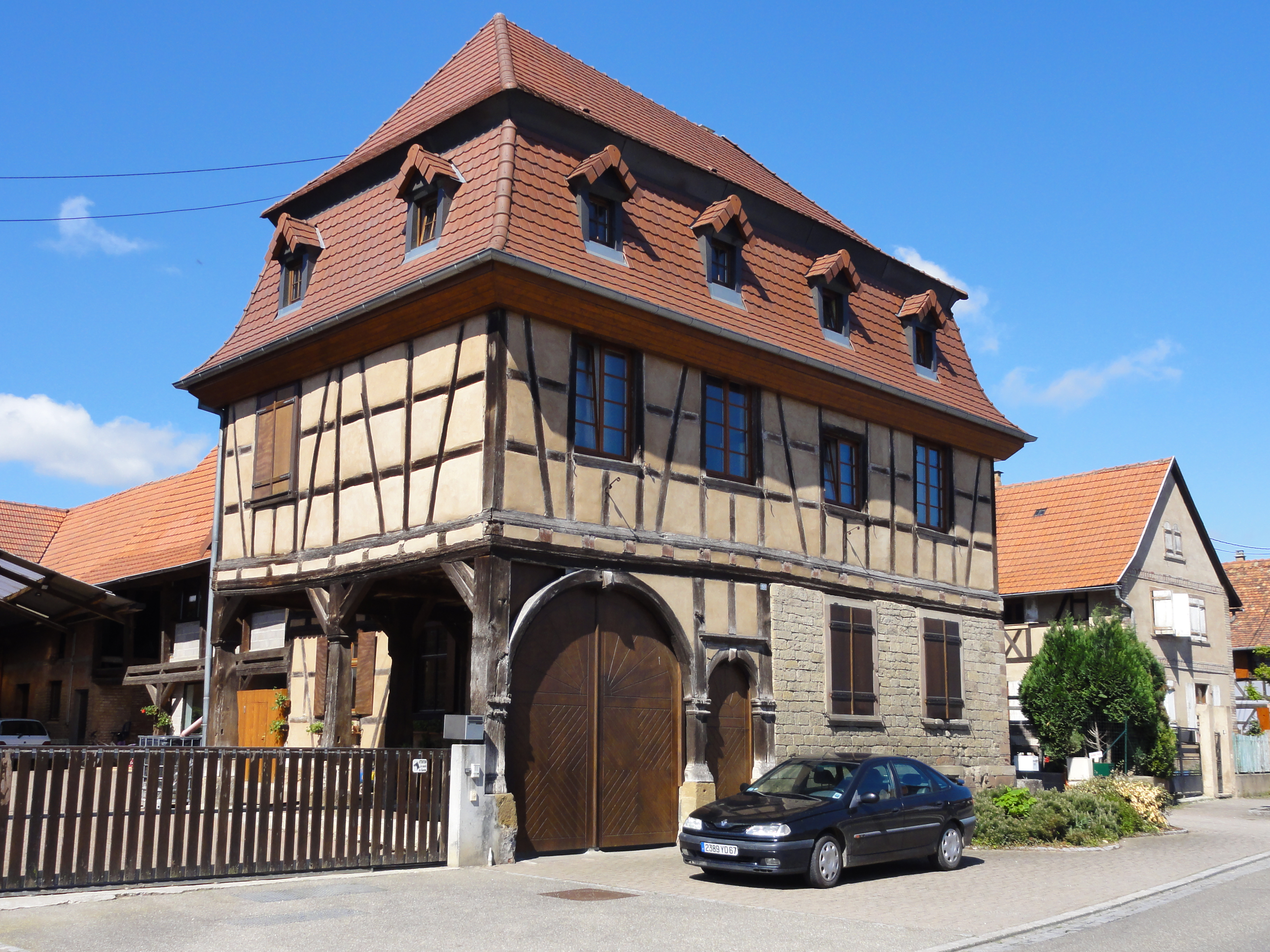
Страя ферма
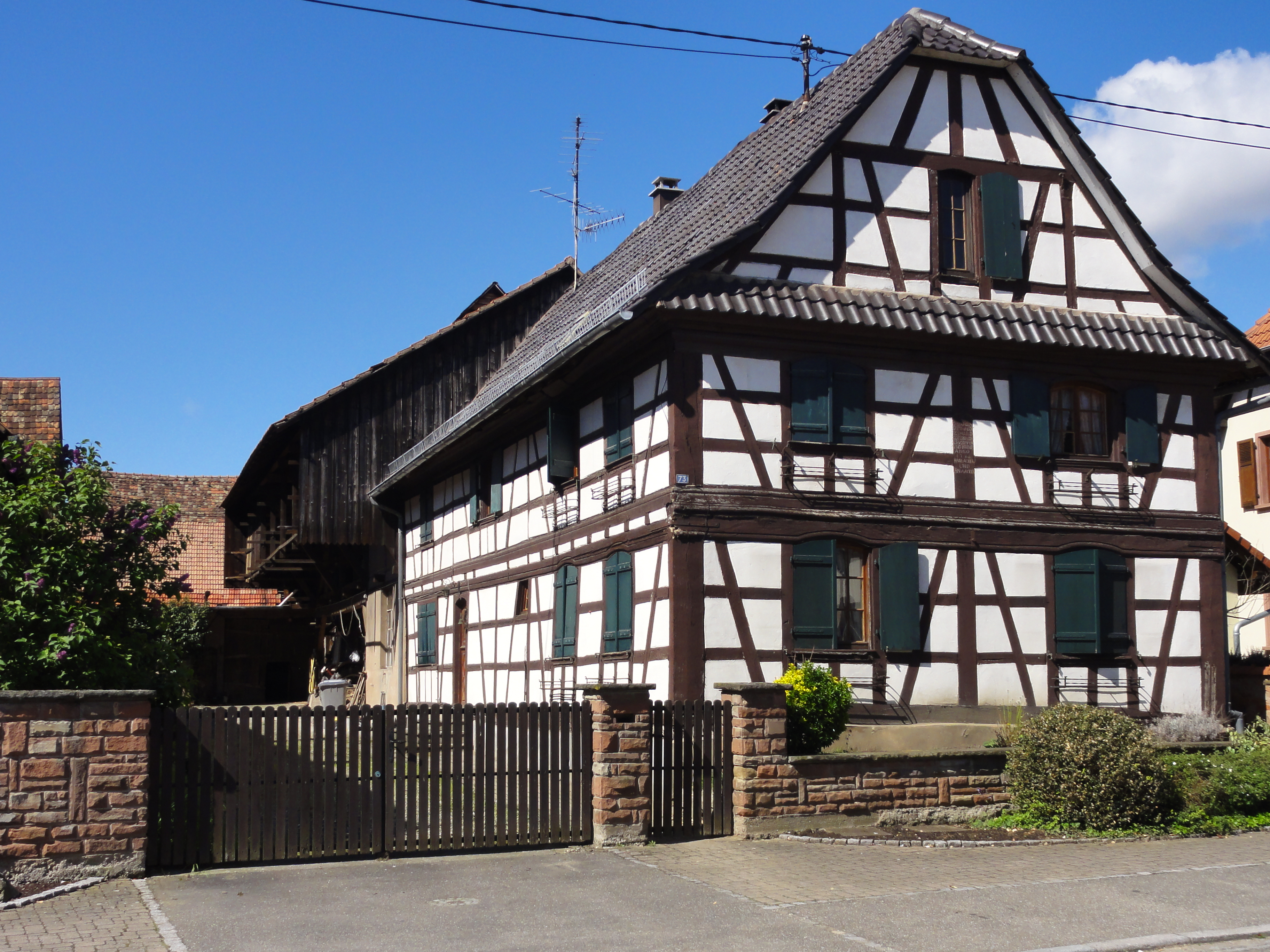
Фахверковый дом
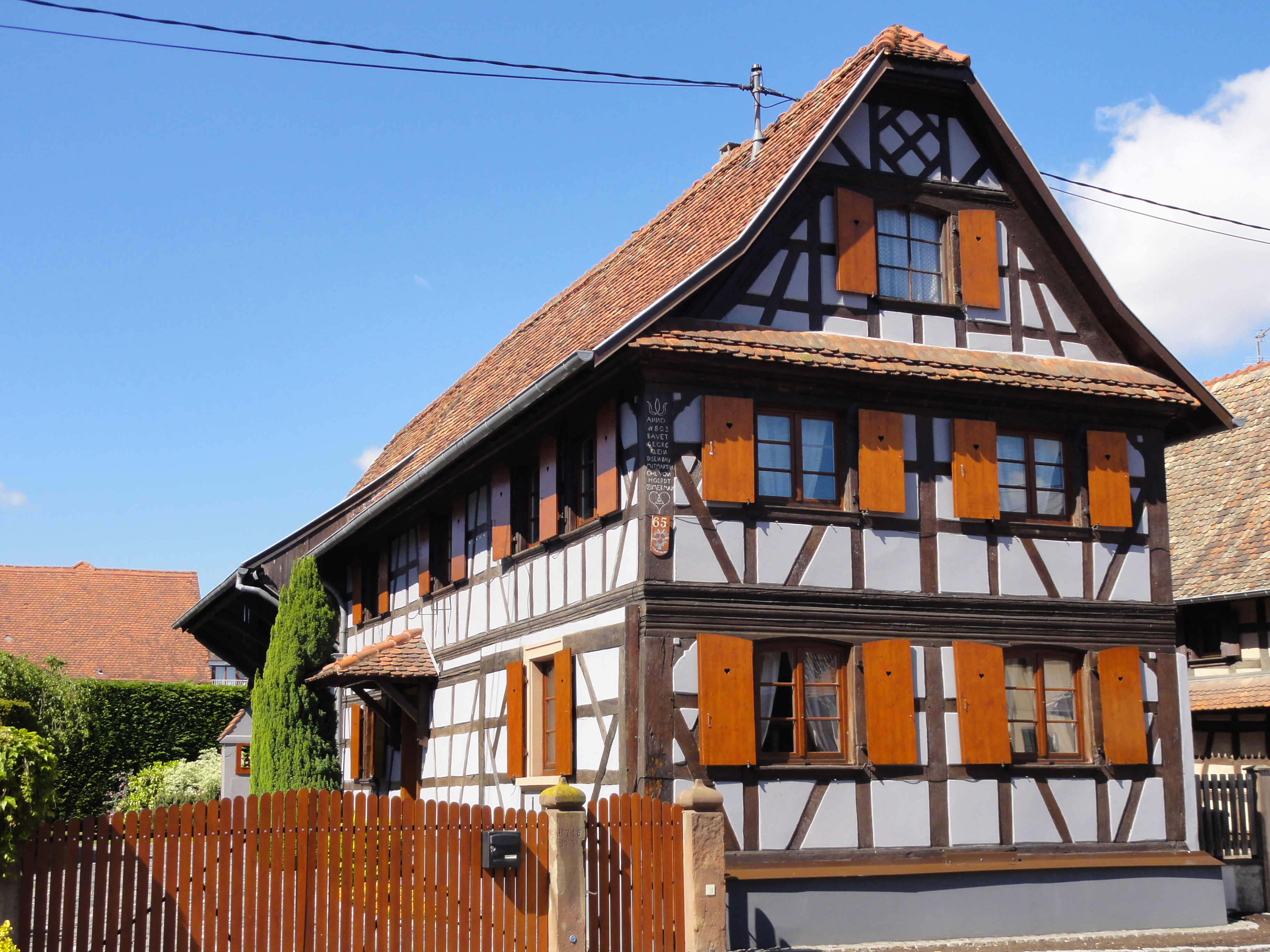
Фахверковый дом